# Potentilla victorialis
Potentilla victorialis är en rosväxtart som först beskrevs av Soják, och fick sitt nu gällande namn av Soják. Potentilla victorialis ingår i Fingerörtssläktet som ingår i familjen rosväxter. Inga underarter finns listade i Catalogue of Life.